# Antoine François Andréossy
 (août 2020).
Motif : multi-copiés-collés d'ouvrages du XIXe (1820 et 1845)
Antoine François, comte d'Andréossy, né le 6 mars 1761 à Castelnaudary (Aude), mort le 10 septembre 1828 à Montauban (Tarn-et-Garonne), est un général, hydrographe, et diplomate français de la Révolution et de l’Empire.

## Biographie
Issu d'une famille noble de Lucques, dont une branche vint s'établir en France sous Louis XIII, Antoine François Andréossy, arrière-petit-fils de l'ingénieur italien François Andréossy, qui concourut à l'exécution du canal du Languedoc, naquit à Castelnaudary (province de Languedoc).
Après de fortes études au collège royal de Sorèze, il entre à l'école d'artillerie de Metz, d'où il sort major de sa promotion le 30 juin 1781, avec le grade de lieutenant d'artillerie, et, à ce titre, choisit le régiment d'Auxonne artillerie.
Il fait avec son premier grade, en 1787, la campagne de Hollande dans l'un des trois détachements envoyés par le gouvernement français pour soutenir les patriotes hollandais.
En dépit de ses connaissances étendues et des recherches qu'il poursuivait sur l'emploi des bombes pour la défense des places, il ne fut nommé capitaine que le 15 mai 1788. Il ne se présenta pour lui aucune occasion de se distinguer jusqu'en 1789.

### Guerres révolutionnaires
Andréossi passait, à l'époque de la Révolution française, pour l'un des officiers d'artillerie les plus attachés à l'Ancien Régime. Lorsque l'émigration commença, on comptait si bien sur ses sentiments à cet égard, que dans la répartition des officiers d'artillerie qui fut faite entre les trois corps commandés par les princes frères du roi (le comte de Provence et le comte d'Artois), par le prince de Condé et par le duc de Bourbon, il fut compris dans la liste de ceux qui devaient servir sous les ordres de ce dernier. Il choisit pourtant la cause de la Révolution. Cependant il en repoussait les excès. Se trouvant en garnison à Metz en 1790, il se prononça fortement contre les mouvements anarchiques qui s'y manifestaient.
Ses talents ne lui acquirent pas un avancement très rapide.
Andréossi fit toutes les campagnes de la Révolution ; il commença par celle du blocus de Landau en 1793.

#### Campagne d'Italie (1796-1797)

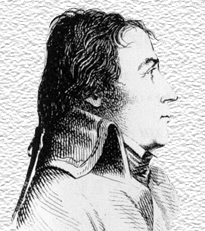

En l'an III, il n'était encore que chef de bataillon dans l'armée des Alpes, où commandait Kellermann. En août de la même année il fut chargé, avec trois autres officiers, de la reconnaissance des montagnes escarpées depuis la ligne de Borghetto jusqu'à celle de Sanremo.
Passé à l'armée d'Italie commandée par le général Bonaparte, il est choisi par le général en chef comme directeur du service des ponts. Il contribue le 6 mai 1796 à arrêter sur le Pô, près de Plaisance, un convoi composé d'officiers et de 500 malades, et aussi chargé de riz et de toute la pharmacie de l'armée autrichienne.
Il est choisi le 30 messidor an IV (18 juillet 1796), pour commander cinq chaloupes canonnières qui, en simulant une fausse attaque contre Mantoue, doivent attirer sur elles tout le feu de la place pendant que Joachim Murat et Claude Dallemagne dirigent la véritable attaque sur d'autres points. Andréossy reste immobile sous le feu de toutes les batteries, et la place fut emportée d'un autre côté. Cette réussite lui vaut d'être promu général de brigade le 16 novembre 1797.
Un peu plus tard, après la bataille de Tagliamento, il se distingue le 29 ventôse an V, au passage de l'Isonzo et dans les opérations qui suivirent ce passage. Bonaparte l'a chargé de reconnaître si le fleuve était guéable, Andréossy se jette lui-même dans la rivière, la traverse à pied et repasse sur deux points différents sous le feu de l'ennemi. Le général en chef se l'attachealors  personnellement.
Lorsque, après les traités de Campo-Formio et de Rastadt, Napoléon Bonaparte va en personne rendre compte de ses actions au Directoire, il se fait accompagner par Andréossy et Joubert, qui doivent en même temps remettre aux deux conseils les drapeaux d'Arcole dont ils ont fait présent à l'armée d'Italie. Le 4 nivose an VI (24 décembre 1797), le ministre de la Guerre présente ces deux officiers au Directoire en disant que l'un et l'autre avaient mérité l'honneur de cette glorieuse mission par les services qu'ils avaient rendus dans diverses campagnes.

#### Campagne d'Égypte
Le 24 ventôse an VI (14 mars 1798), Andréossy fait partie de la commission de la marine chargée d'organiser une descente en Angleterre. Il fait sur les côtes un voyage dont le but était d'accélérer l'organisation des troupes. Cette tournée est destinée à détourner l'attention de la préparation de l'expédition en Égypte.
Andréossy fait partie de cette expédition, en qualité de général de brigade, et dirige les équipages de pont. Là aussi, il se fait remarquer et comme savant et comme général et fait partie de toutes les expéditions, notamment de celle de Syrie.
À Chebreiss, Andréossy qui doit combattre à la fois et la cavalerie et la flottille des Mamelouks, parvient à chasser Mourad Bey de ce village et à s'y établir. Il y dirige avec succès la flottille française opposée à celle des Arabes sur le Nil, en face de Chebreiss ; y soutient un combat meurtrier, le 27 messidor (15 juillet) ; et avec les équipages de quelques-uns de ses bâtiments coulés bas ou dégréés, il se porte sur Chebreiss et s'en rend maître. Sa conduite mérite d'être mentionnée dans le rapport au Directoire, daté du 6 thermidor.

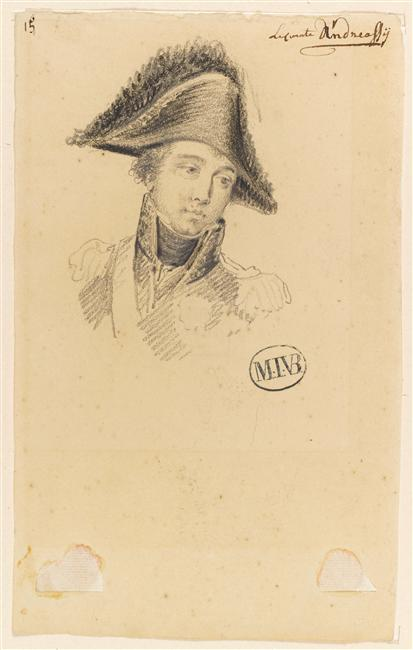
Portrait du comte Andréossy, Matthieu Ignace van Brée, mine de plomb et pierre noire, entre 1803 et 1807, Musée du Louvre.

Andréossy poursuivait en parallèle ses observations scientifiques. Les communications qu'il fit à la commission des savants nommés par le gouvernement français pour explorer la région, lui valurent d'être élu membre de l'Institut d'Égypte le 4 fructidor an VI. Il fut attaché à la section des mathématiques, et on le chargea de sonder les rades de Damiette, de Bougafie, du cap Bouger, l'embouchure du Nil, le lac Menzaleh et la vallée de Natron. Dans cette expédition, à la fois scientifique et littéraire, Andréossy sut agir comme militaire non moins que comme savant. Le général en chef tint compte à Andréossy du zèle et de l'intelligence qu'il déploya dans une opération à laquelle il attachait beaucoup de prix et qui augmenta l'estime qu'il lui portait.
Le 16 septembre, il prend part au combat de Schouara,et à la prise de ce village, qui est livré aux flammes. Le 4 octobre, poursuivant le cours de ses observations sur le bogaz de Dibeh, avec une flottille de 16 djermes, dont trois armées chacune d'un canon, il est atteint par une flottille ennemie de plus de 100 barques, qui l'attaque par une vive fusillade ; mais les bonnes dispositions qu'il sut prendre, et la résistance vigoureuse qu'il opposa aux Arabes, les étonnèrent, et ils disparurent pendant la nuit.
Bonaparte étant parti du Caire le 18 août 1799, Andréossy suivit ce général en France, où il arrive le 9 octobre, et le seconde efficacement dans la journée du 18 brumaire : Il fait alors fonction de chef d'état-major.

### Guerres napoléoniennes
Après ce coup d'État, Bonaparte récompensa Andréossy en le nommant, chef de l'état-major-général de la 17e division militaire, général de division le 15 nivose an VIII (6 janvier 1800), chef de la 4e division du ministère de la Guerre (créée exprès pour lui, il se trouva à diriger en fait l'administration de l'artillerie et du génie). Il joignit bientôt à son administration le titre de commandant de l'artillerie de Strasbourg. Il fut appelé, en août 1800, au commandement de la place de Mayence.
En l'an IX, il était chef d'état-major de l'armée gallo-batave. C'est en cette qualité qu'il rendit compte, dans une relation parue alors sans nom d'auteur, d'un combat meurtrier, resté célèbre à l'époque, qui eut lieu le 18 décembre 1800 entre Laufenburg et Nuremberg[réf. à confirmer], où une poignée de soldats battit un véritable corps d'armée repoussé avec perte.
Le 16 pluviôse an IX (5 février 1801), lors de la paix de Lunéville, le général Andréossy fut chargé d'arrêter les bases du plan de défense pour toute la rive gauche du Rhin, et le 22 thermidor an X (10 août 1802), le Premier consul lui confia la direction générale du dépôt de la Guerre.

#### Carrière diplomatique
Le 9 prairial de l'an X (27 mars 1802), il est nommé ambassadeur en Grande-Bretagne.
En l'an XII, il fut nommé, le 20 frimaire, membre de la Légion d'honneur, et le 25 du même mois grand officier de l'Ordre. Il partit immédiatement après pour son ambassade.
Arrivé à Londres, il ne tarda pas à s'apercevoir que la Grande-Bretagne, qui venait de signer la paix d'Amiens, ne cessait point d'armer et méditait déjà une guerre. Ses plaintes furent vaines ; la France se vit dans la nécessité d'entrer en campagne un an plus tard. Il ne paraît pas qu'Andréossy, mal vu de l'aristocratie anglaise, dont il ne connaissait pas les usages, et aux prises, d'ailleurs, avec les plus graves difficultés, ait bien réussi. L'ambassadeur ne réussit pas à maintenir la paix. Andréossy conserva cette ambassade jusqu'à la rupture du traité. Il tint à Londres une conduite assez prudente ; mais, introduit dans les cercles de la haute société, on prétend qu'il laissa voir, par quelques bévues, qu'il n'en connaissait pas tous les usages. Bien que successeur de Louis-Guillaume Otto, il n'est pas présent au procès de Jean-Gabriel Peltier dont Otto avait participé à réunir des accusations. Ami des arts, il acheta dans la capitale anglaise la belle collection de dessins du ministre Calonne, qui avait été formée par Le Brien.
Revenu en France après la rupture avec l'Angleterre, il fut nommé, le 18 mai 1803, inspecteur-général de l'artillerie et commandeur de l'Ordre de la Couronne de fer. En sa qualité d'inspecteur, il fit la première partie de la campagne d'Autriche (1805), se trouva à la bataille d'Austerlitz, jusqu'à la prise de Vienne où il resta comme commissaire de l'Empereur (ministre plénipotentiaire) pour les compléments du traité de Presbourg et, ensuite, comme ambassadeur, à la place du comte de La Rochefoucauld démis de ses fonctions. Il séjourna à Vienne jusqu'en 1808, mais ne put empêcher la rupture des relations avec le gouvernement autrichien.
En 1806, le 1er septembre, l'Empereur lui donna la présidence du collège électoral du département de l'Aude, et, au mois de novembre, il fut élu candidat au Sénat, qui ne l'admit pas dans son sein. Pour le dédommager de cet échec, l'Empereur le créa comte de l'Empire le 24 février 1809.

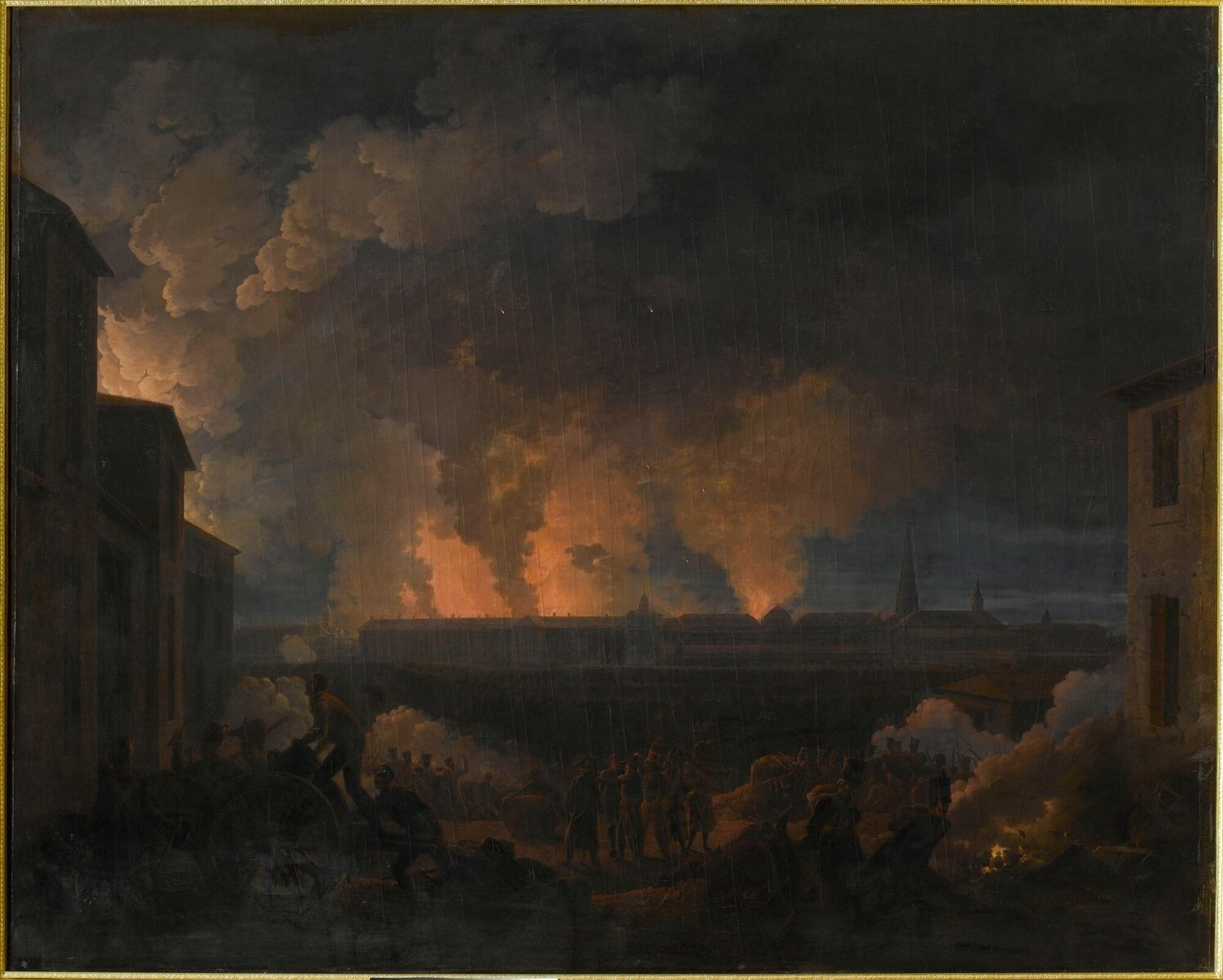
Bombardement de Vienne, 11 mai 1809, Louis Albert Guislain Bacler d'Albe.

Le 10 mai 1809, Napoléon Ier le nomme préfet-gouverneur de Vienne qui n’est pas encore prise, par un décret daté du palais de Kaunitz. Il a pour adjoint et commandant de la place, le général Razoult.
À cette époque il acquiert un grand nombre d'aquarelles d'Albrecht Dürer, probablement chez un certain François Lefèvre, nommé conservateur de l'Albertina.
Napoléon Ier, toujours plus touché du rôle et de l'habileté qu'il montrait dans tous les postes qu'on lui confiait, ne cessait de le combler de toutes sortes de dignités et d'honneurs. Le 14 août 1809, il le fit grand aigle de la Légion d'honneur, et le 14 octobre 1810, grand-chancelier de l'Ordre des Trois-Toisons d'Or. En février 1810, il l'appela au Conseil d'État et lui confia la présidence de la Section de la Guerre.
En 1812, le général fut envoyé en ambassade à Constantinople auprès de la Sublime Porte, et reçut de Napoléon Ier des instructions de la plus haute importance. Napoléon, qui méditait alors son invasion en Russie, et qui avait besoin de susciter des ennemis à cette puissance, était disposé à faire tous les sacrifices pour que les Ottomans continuassent la guerre ; il avait dit à son ambassadeur : « Que le sultan Mahmoud se mette à la tête de 100 000 hommes ; je lui promets la Moldavie, la Valachie et même la Crimée. » Mais des circonstances imprévues ayant retardé son départ, Andréossy n'arriva à Constantinople qu'après la paix de Bucarest.
Néanmoins sa mission fut couronnée de succès puisqu'il réussit à écarter l'Empire ottoman de la Sixième Coalition. Pendant le séjour qu'il fit dans cette capitale, il défendit les intérêts de la France, contre les agents de la coalition et il protégea constamment les Français et tous ceux qui faisaient le commerce dans le Levant. Le ministère ottoman eut aussi beaucoup à se louer de sa loyauté.
Comme en Égypte, il s'occupa dans ces contrées de réunir de nombreux matériaux qui donnèrent lieu aux Mémoires qu'il communiqua l'année suivante à l'Institut de France, sur l'irruption du Pont-Euxin, dans la Méditerranée, sur le système des eaux qui abreuvent Constantinople, observations d'un grand intérêt scientifique. Le mémoire qu'il fit sur l'hydrostatique compte parmi les plus précieuses acquisitions de l'Institut.
Andréossy fut le représentant de la France auprès de l'Empire ottoman jusqu'en novembre 1814, époque de son remplacement par le marquis de Rivière.

### Première Restauration et Cent-Jours

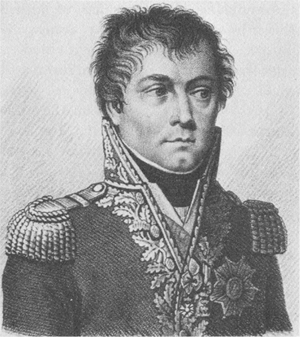

Louis XVIII accueillit le comte Andréossy et le décora de la croix de Saint-Louis le 13 août 1814.
Au 20 mars, il se rallia à Napoléon. Président du Conseil de la Guerre, membre du Conseil d'État, il signa la fameuse déclaration du 27 mars, et il fut chargé du rapport sur la déclaration du Congrès de Vienne, donnée le 13 mars.
L'Empereur le fit pair de France (« pair des Cent-Jours ») le 2 juin : Andréossy accepta la pairie et la présidence de la Section de la Guerre ; mais il refusa le titre d'ambassadeur à Constantinople que Napoléon voulut lui rendre, et il lui annonça que le gouvernement ottoman ne le reconnaîtrait pas.
C'est au général Andréossy et à trois autres de ses collègues que fut dû l'amendement à cet article du fameux décret contre la maison du roi, qui devait mettre hors de la protection des lois ceux de cette maison qui refuseraient de prêter serment. Quoique dans les comités secrets de la chambre des pairs il ne parlât jamais, il votait toujours avec les plus modérés.
Après la bataille de Waterloo, le gouvernement provisoire le nomma, le 23 juin, commandant de la 1re division militaire, et le 25 membre de la commission chargée de présenter un rapport sur les mesures de sûreté générale.
Nommé l'un des cinq commissaires (avec MM. de Flaugergues, Boissy-D'Anglas, La Besnardière et Valence) envoyés auprès des généraux alliés pour négocier un armistice, il partit le 27 juin, et arriva le même jour à Pont-Sainte-Maxence, où il trouva les premières colonnes prussiennes qui marchaient sur la capitale. On ne lui permit pas d'arriver jusqu'au général Blücher. Mais ses collègues et lui furent admis en présence du duc de Wellington.
Dès la première entrevue, Andréossy et l'un de ses collègues se prononcèrent pour le rappel immédiat de Louis XVIII et des Bourbons. Un autre membre de la députation (M. Flaugergues), revêtu des mêmes pouvoirs, s'y opposa fortement, ayant dit qu'il croyait ce vœu contraire à celui des chambres de la France, le général anglais répondit que la force en déciderait. Le 4 juillet suivant, Andréossy et ses collègues revinrent à Paris.

### Seconde Restauration
Aussitôt après le retour du roi, il lui envoya son acte de soumission. Cette attitude lui valut de n'être pas inquiété lors de la Seconde Restauration et de la Terreur blanche, mais il ne paraît pas que le régime rétabli lui ait accordé de grandes faveurs.
À partir de cette époque, rentré dans la vie privée, et habitant sa belle maison de Ris (Essonne) ; Andréossy employa ses loisirs à la rédaction de nouveaux ouvrages scientifiques, notamment de son voyage dans la mer Noire.
Il fut cependant rappelé à l'activité en 1818, comme membre de la commission de défense du royaume, instituée par l'ordonnance royale du 13 mars. La même année, il avait eu quelques démêlés avec Barbié du Bocage, à l'occasion d'une carte des rives du Bosphore. Ce dernier aurait abusé des notes et des dessins qu'Andréossy lui avait communiqués. Il entra, vers la même époque, dans le Conseil de la société royale pour l'amélioration des prisons.
Il reparaît dans les affaires publiques avant le 23 janvier 1821, époque à laquelle il fut nommé directeur-général des subsistances militaires, en remplacement du général Dejean, démissionnaire. Il fut vivement attaqué par une partie de la presse à propos de l'adjudication des vivres pour la garnison de Paris, mais il se justifia.
Commandeur de l'ordre de Saint-Louis le 1er mai 1821, il fut élu, le 13 décembre 1824, après une première tentative non couronnée de succès mais dont le résultat fut cependant très honorable, académicien libre de l'Académie des sciences. Il publia, vers la même époque, une Relation de la campagne sur le Main et la Rednitz, de l'armée gallo-batave, sous les ordres du général Augereau.
Le 17 novembre 1827, le 1er arrondissement électoral de l'Aude (Castelnaudary) l'élut député par 298 voix sur 511 votants et 631 inscrits, contre MM. Bruyères de Chalabre, ancien député (157 voix), et de Gauzy (50 voix). Il alla siéger sur les bancs de l'opposition libérale et intervint à plusieurs reprises dans les débats parlementaires. À son début dans la carrière législative, il fut créé membre de la commission d'examen pour le projet de loi qui allouait au ministre de la Guerre un crédit extraordinaire de 300 000 francs. Lors de la discussion générale de l'emprunt de 4 millions de rentes, motivé par les circonstances extraordinaires où se trouvait l'Europe, il fit une exposition savante de l'état respectif de la Russie et de l'Empire ottoman, et vota l'ajournement de l'emprunt. Il se fondait sur ce que, les événements se développant avec une grande rapidité, l'intervention de la France ne lui semblait pouvoir être d'aucune efficacité pour ou contre ces événements. Enfin il fit plusieurs rapports sur des pétitions.
Alors qu'il retournait à Castelnaudary après la session législative, il mourut le 10 septembre 1828, à Montauban, d'une fièvre cérébrale. Il fut inhumé au cimetière de l'est de sa ville natale.
Son nom est gravé sous le pilier sud de l'arc de triomphe de l'Étoile, 24e colonne.
Les papiers personnels du général comte Antoine François Andréossy sont conservés aux Archives nationales sous la cote 169AP.

## Publications
- Histoire du canal du Midi : Canal de Languedoc, vol. 1, Crapelet, 1800, 1re éd. (lire en ligne) ;
  - Puis une deuxième édition revue et augmentée en 1804, et une troisième édition encore augmentée avait été commencé, mais ne fut jamais terminée ;
- Mémoire sur le lac Menzaleh, sur la vallée des lacs Natron et celle du Fleuve sans eau : d'après la reconnaissance, faite les 4, 5, 6, 7 et 8 pluviôse an VII de la République française, Paris, 1800, in-4°, reproduits dans la collection des mémoires sur l'Égypte, 20 p. (lire en ligne) ;
- Relation de la campagne sur le Mein et la Rednitz, de l'armée gallo-batave, sous les ordres du général Augereau : frimaire, nivôse et pluviôse an IX (1800 et 1801), Barrois l'Aîné et Fils, 1802, in-8° (lire en ligne) ;
- Croatie militaire : Mémoire sur les régimens frontières, Impr. impériale, 1811 (lire en ligne) ;
- Description de la route de Kostanizza à Constantinople, d'après les observations faites par l'ambassade du général comte Andréossy, 1812 ;
- Mémoires sur l'irruption du Pont-Euxin dans la Méditerranée, et sur le système des eaux qui abreuvent Constantinople, 1814 ;
- Voyage à l'embouchure de la mer Noire : Ou essai sur le Bosphore et la partie du delta de Thrace comprenant le système des eaux qui abreuvent Constantinople : précédé de considérations générales sur la géographie physique, vol. 1, Paris, Plancher, 1818, in-8º (lire en ligne) ; 
  - Voyage à l'embouchure de la mer Noire (1818), Kessinger Publishing, 2010, 400 p. (ISBN 9781160638890, lire en ligne) ;
- De la Direction générale des subsistances militaires, sous le ministère de M. le Maréchal-duc de Bellune : ou Réfutation de ce qui a été écrit contre cette administration, au sujet des approvisionnements de l'armée d'Espagne pour la campagne de 1823 et à l'occasion des marchés Ouvrard, C.-J. Trouvé, 1824 (lire en ligne) ;
- Mémoire sur les dépressions de la surface du globe dans le sens longitudinal des chaînes de montagnes et entre deux reliefs maritimes adjacents : lu aux séances de l'Académie des sciences des 13 et 20 février 1826, Impr. de A. Coniam (lire en ligne);
- Essai sur le tir des projectiles creux, par M. le lieutenant-général d'artillerie comte Andréossy : lu à la séance de l'Académie des sciences du 26 décembre 1825, Impr. de A. Coniam, 1826 (lire en ligne) ;
- Constantinople et le Bosphore de Thrace : Pendant les années 1812, 1813 et 1814 et pendant l'année 1826, T. Barrois et Duprat, 1828, in-8°, avec 10 planches, 525 p. [détail des éditions] (lire en ligne) ;
- Chambre des Députés, Rapport de M. le comte Andréossy, député de l'Aude, sur plusieurs pétitions tendant, l'une à une réorganisation générale des gardes nationales... les autres au rétablissement de la garde nationale de Paris : séance du 12 juillet 1828, Impr. de Lachevardière ;
- Opérations des pontonniers français en Italie : pendant les campagnes de 1795 à 1797, et reconnaissance des fleuves et rivières de ce pays, Corréard, 1843, 131 p. (lire en ligne) ;

## Titres
- Comte Andréossi et de l'Empire (décret du 19 mars 1808, lettres patentes du 24 février 1809 (Paris)).

## Distinctions
- Légion d'honneur :
  - Légionnaire le 20 frimaire an XII (12 décembre 1803), puis,
  - Grand officier de la Légion d'honneur le 25 prairial an XII (14 juin 1804), puis,
  - Grand aigle de la Légion d'honneur le 14 août 1809[8])
- Commandeur[8] de l'Ordre de la Couronne de Fer en 1805 ;
- Grand Chancelier de l'Ordre des Trois-Toisons d'Or le 14 octobre 1810 ;
- Ordre royal et militaire de Saint-Louis :
  - Chevalier le 13 août 1814, puis,
  - Commandeur de Saint-Louis.

## Armoiries
| Figure | Blasonnement |
|        | Armes du comte Andréossi et de l'Empire D'or, au chêne à quatre branches d'azur, surmonté d'une étoile de gueules ; quartier des comtes tirés de l'armée., - Livrées : les couleurs de l'écu. |

## Hommage, honneurs, mentions...
- Le nom de ANDREOSSI est gravé au côté sud (24e colonne) de l’arc de triomphe de l’Étoile, à Paris.

## Vie familiale
Il est l'arrière-petit-fils de l'ingénieur François Andréossy, collaborateur de Pierre-Paul Riquet dans la construction du canal du Midi, et dont il contesta la paternité au profit de son aïeul dans son Histoire du Canal du Midi, paru en 1800, et auquel répondit Jacques Faget de Baure dans son Histoire du Canal de Languedoc (1805).
Le 15 septembre 1810, il épouse Marie Stéphanie de Faÿ de la Tour-Maubourg, fille de Charles César de Fay de La Tour-Maubourg, comte-sénateur du Premier Empire, pair de France, dont il eut un seul fils, Étienne Auguste (1811-1835), mort d'une chute de cheval.